# Kempnyia sordida
Kempnyia sordida är en bäcksländeart som beskrevs av František Klapálek 1916. Kempnyia sordida ingår i släktet Kempnyia och familjen jättebäcksländor. Inga underarter finns listade i Catalogue of Life.